# Junonia hedonia

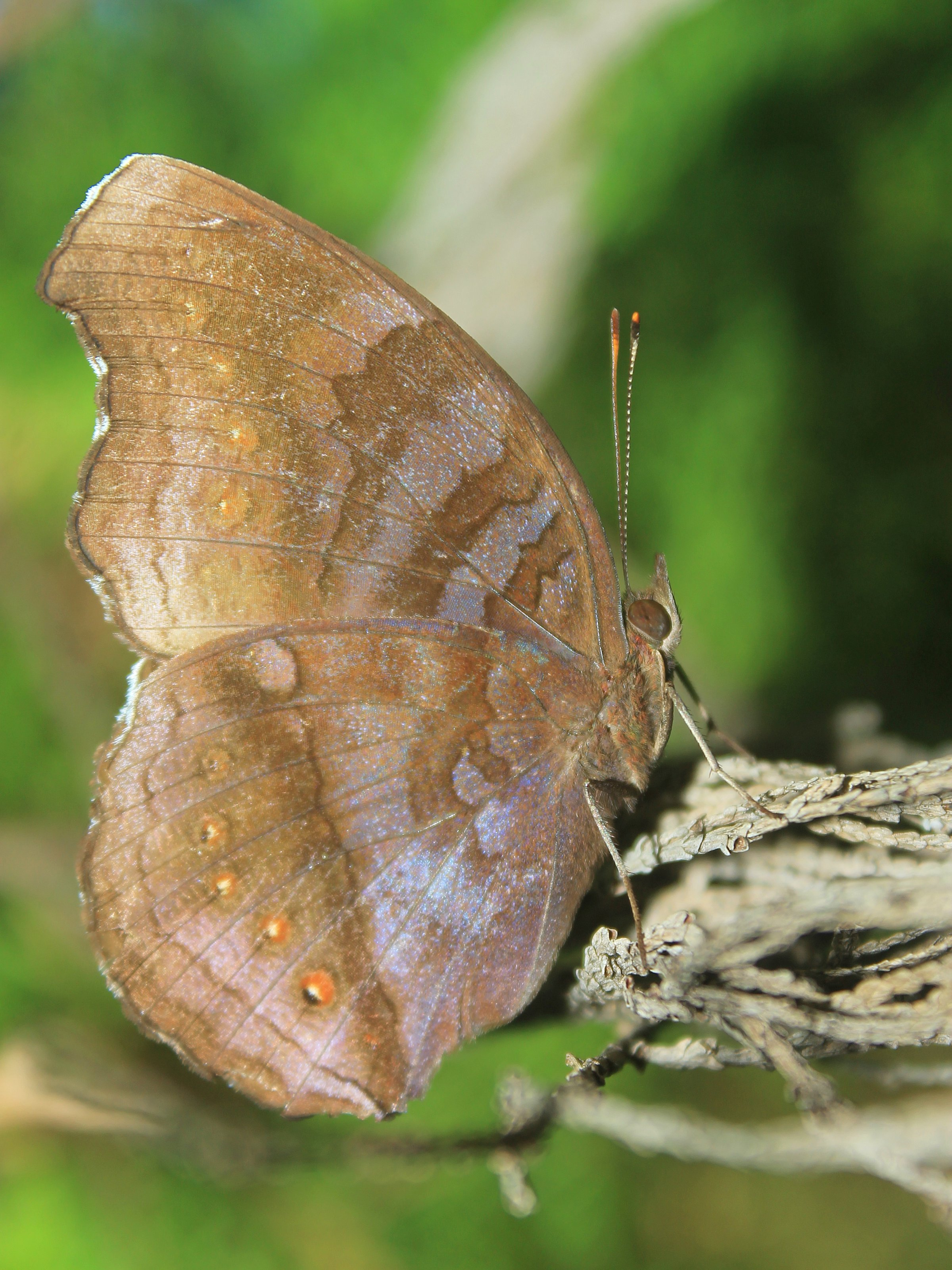
Junonia hedonia, Flügelunterseite

Junonia hedonia ist ein in Südostasien und Australien vorkommender Schmetterling (Tagfalter) aus der Familie der Edelfalter (Nymphalidae).

## Beschreibung

### Falter
Die Flügelspannweite der Falter beträgt 50 bis 60 Millimeter. Es liegt kein Sexualdimorphismus vor. Die Grundfarbe der Flügeloberseiten zeigt verschiedene Brauntöne. Abhängig von jahreszeitlichen, klimatischen oder regionalen Gegebenheiten treten Exemplare mit gelbbrauner, rotbrauner, nussbrauner, schokoladenbrauner oder schwarzbrauner Grundfärbung auf. Die Fransen um den Apexbereich der Vorderflügel schimmern weißlich. Auf den Vorderflügeln erstreckt sich in der Submarginalregion eine Reihe rötlicher Augenflecke, die sich auf den Hinterflügeln noch wesentlich deutlicher fortsetzt. Die markante Färbung und Zeichnung der Falter führt im englischen Sprachgebrauch zu mehreren Trivialnamen, so wird die Art beispielsweise als Chocolate Pansy, Brown Soldier oder Chocolate Argus (mit den Bedeutungen: „Schokoladefarbener Schönling“, „Brauner Soldat“ oder „Schokoladefarbener Argos“) bezeichnet. In der Diskoidalzelle der Vorderflügel heben sich zwei längliche, bräunliche, schwarz eingefasste Makel ab. Auf der graubraunen bis dunkelbraunen, leicht streifigen Flügelunterseite schimmern die Augenflecke der Oberseite mehr oder weniger deutlich hindurch. Außerdem ist auf der Hinterflügelunterseite oftmals ein weißer Fleck erkennbar.

### Ei
Das grünliche, kugelförmige Ei ist mit hellen Längsrippen überzogen, an der Basis und der Mikropyle leicht abgeflacht und wird einzeln oder in kleinen Gruppen an der Nahrungspflanze abgelegt.

### Raupe
Frisch geschlüpfte Raupen sind zunächst glasig grüngelb und behaart. Im Zuge der weiteren Entwicklung nehmen sie eine bräunliche Farbe an und die Haare bilden sich zu Dornen um. Ausgewachsen sind sie schwarzbraun gefärbt und auf jedem Segment mit schwarzen, leicht verzweigten Dornen versehen. Die Bauchfüße sind gelblich gefärbt. Die Kopfkapsel ist orangefarben und mit zwei schwarzen Flecken gezeichnet.

### Puppe
Die Puppe ist als Stürzpuppe ausgebildet und hängt an einem Seidenpolster an Zweigen oder Blattstielen. Sie ist zunächst graubraun gefärbt, 18 bis 19 Millimeter lang und mit einer Reihe von dorsolateralen Paaren von kurzen und spitzen Fortsätzen auf jedem Segment versehen. Der Rücken ist am Mesothorax stark ausgestreckt. Nach ca. fünf Tagen Entwicklungszeit wird die Haut der reifen Puppe durchscheinend, im Inneren dunkelbraun. Am nächsten Tag schlüpft der Schmetterling.

### Ähnliche Arten
Aufgrund der großen farblichen Variabilität ähnelt Junonia hedonia anderen Arten der Gattung Junonia. Junonia iphita unterscheidet sich sowohl auf der Ober- als auch auf der Unterseite durch die hellbraun gefärbte Reihe der Augenflecke auf den Hinterflügeln. Da die ähnliche Junonia stygia ausschließlich in Afrika vorkommt, gibt es in diesem Fall keine geographische Überlappung und Verwechselungsgefahr mit Junonia hedonia.

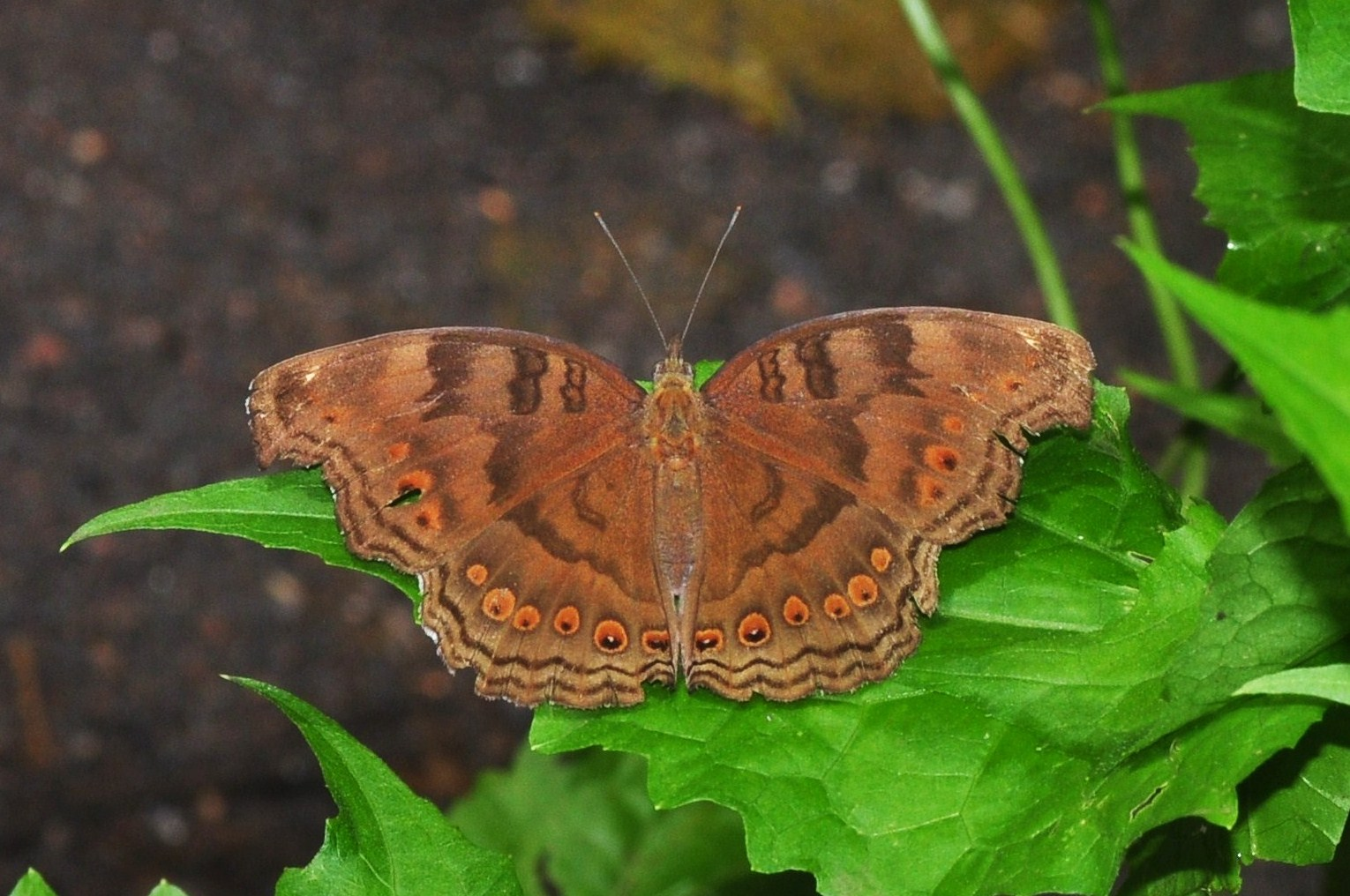
Junonia hedonia mit rötlichen Augenflecken
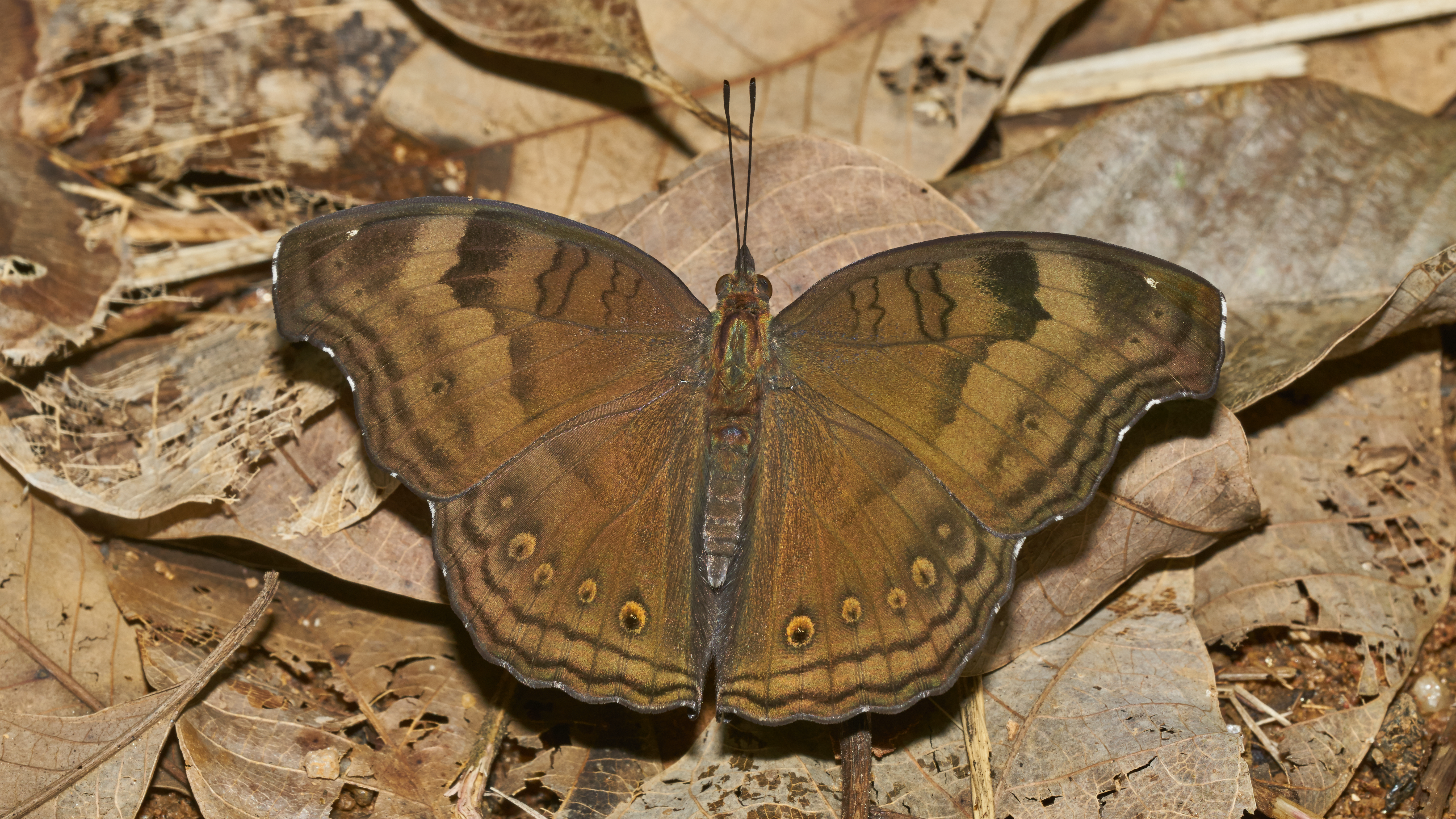
Junonia iphita mit hellbraunen Augenflecken
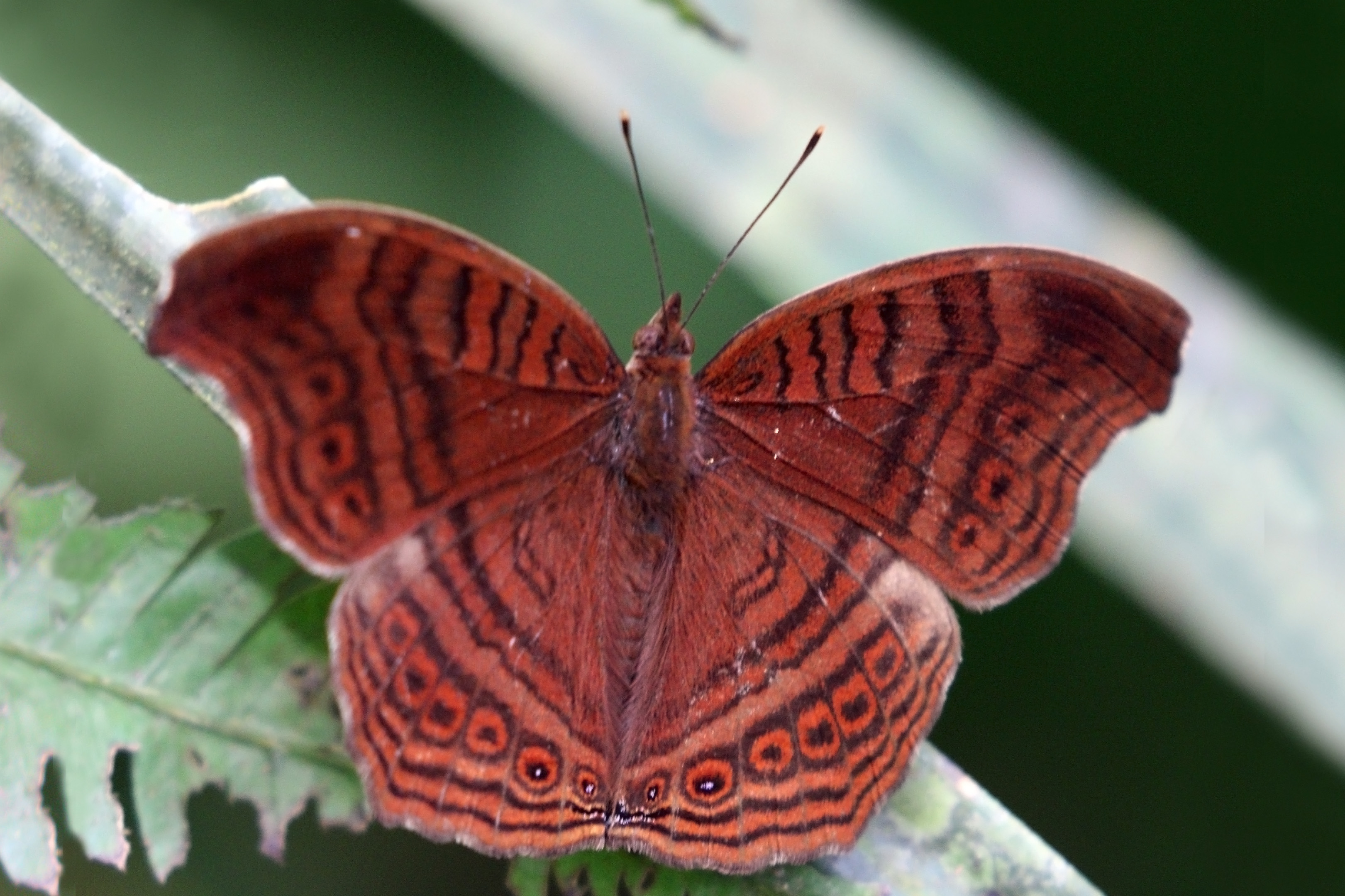
Junonia stygia, nur in Afrika heimisch
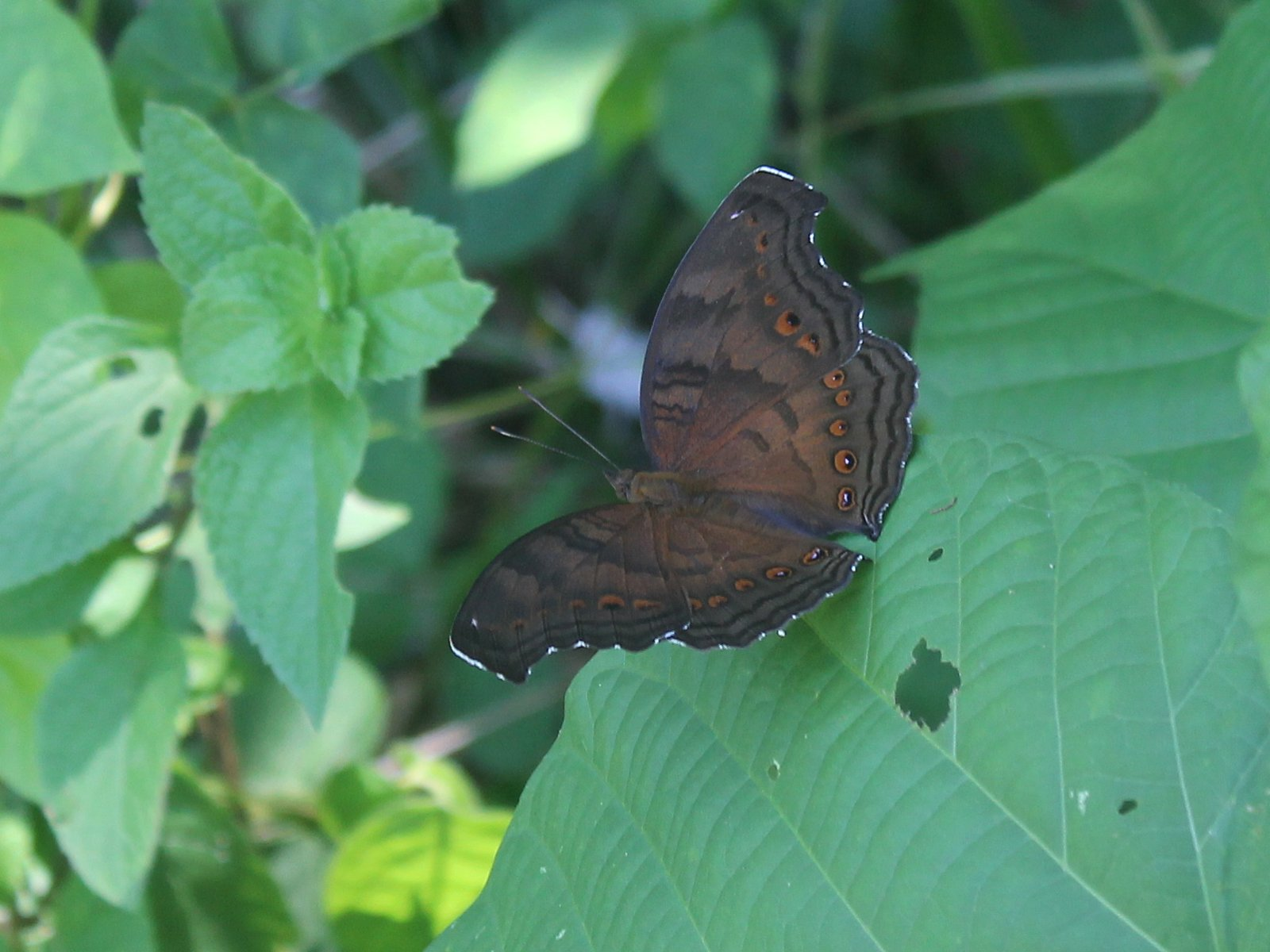
Junonia hedonia, schwarzbraune Form

## Verbreitung und Lebensraum

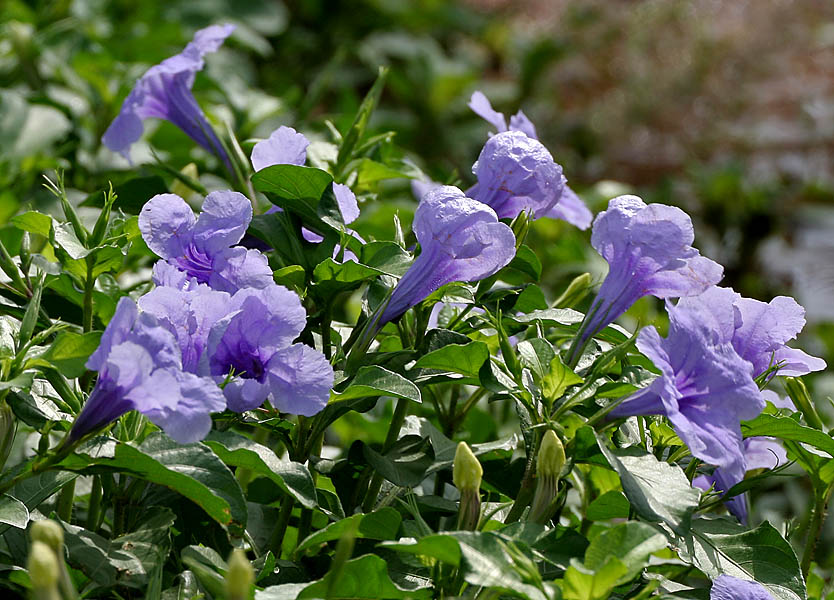
Ruellia tuberosa, eine Nahrungspflanze der Raupen

Das Verbreitungsgebiet von Junonia hedonia erstreckt sich durch weite Teile Südostasiens und Australiens. In den verschiedenen Vorkommensregionen werden derzeit 14 Unterarten geführt. Die Art besiedelt bevorzugt Feld- und Wiesenlandschaften sowie lichte Wälder.

## Lebensweise
Die Falter fliegen in mehreren Generationen das ganze Jahr hindurch, schwerpunktmäßig im Oktober. Zur Nektaraufnahme besuchen sie gerne Blüten. Die Raupen leben einzeln. Sie ernähren sich unter anderem von den Blättern der zu den Akanthusgewächsen zählenden Pflanzenarten Hygrophila salicifolia,  Hygrophila angustifolia, Hemigraphis alternata oder Ruellia tuberosa.